# Рума (город, Бангладеш)
Рума (бенг. রুমা, англ. Ruma) — город на юго-востоке Бангладеш, административный центр одноимённого подокруга. Площадь города равна 33,67 км². По данным переписи 2001 года, в городе проживало 4311 человек, из которых мужчины составляли 58,85 %, женщины — соответственно 41,15 %. Уровень грамотности населения составлял 44,4 % (при среднем по Бангладеш показателе 43,1 %). 